# 中沖豊
中沖 豊（なかおき ゆたか、1927年9月16日 - 2018年6月24日）は、日本の政治家。富山県知事(6期)。

## 来歴・人物
富山県富山市出身。旧制富山高等学校を経て、1950年東京大学法学部卒業後、地方自治庁(後の自治省、現在の総務省)に入庁。富山県総務部長、同県教育長、消防大学校校長、消防庁防災救急課長、石川県経済部長、北陸新幹線建設促進同盟会長を歴任。
1980年、当時の知事中田幸吉急死により行われた富山県知事選に立候補し初当選。以後、「健康・スポーツ」「花と緑」「科学・文化」の「三つの日本一」への挑戦を掲げた住みよい県作り等を推進。「いい人いい味いきいき富山」観光キャンペーンを展開したほか、富山空港のジェット化、北陸新幹線や北陸自動車道など交通インフラの整備、高志リハビリテーション病院（現・富山県リハビリテーション病院・こども支援センター）の開院、ジャパンエキスポ富山や2000年とやま国体の誘致、テレビユー富山（現・チューリップテレビ）の開局にも力を注いだ。特に北陸新幹線の整備に力を注いだことから『ミスター新幹線』の愛称で呼ばれた。
無所属での立候補が常態化していた知事選において、1996年まで自由民主党公認で当選していた。しかし6期目となった2000年の知事選では、初めて無所属として立候補した。これは、中沖の幅広く支持を得たいという思惑と、幅広い県民のために働く無所属として出るべきだと自民党に要求した、連合富山会長代理の又市征治の働きかけが一致したものと言われている。その結果、自民・公明・民主・保守・県民社協会・連合富山の推薦を受け当選した。
6度の知事選は全て日本共産党公認か、共産推薦の無所属候補との一騎討ちであった。しかし無所属として立候補した最後の選挙を除き、他党の推薦を必要としなかったのが、典型的な非共産オール与党候補との違いであった。
2004年1月に脳梗塞により体調を崩して入院し、同年8月、健康上の理由から7期目への不出馬を表明し、任期を終えた同年11月引退。引退後も富山県ひとづくり財団理事長や富山空港ターミナルビルの会長を務めた。
2004年に北日本新聞文学賞、2005年11月に旭日大綬章をそれぞれ受章。
2015年3月14日、富山県に北陸新幹線が開業。1973年の整備計画決定から42年越しの開業であった。開業前の試乗会にも参加。開業後には開業までの苦悩を語った。
2018年6月24日午後0時20分、肺炎のため富山市の病院で死去。90歳没。通夜・葬儀は家族葬にて行われ、後日にお別れ会が開かれた。叙従三位。

## 親族
元厚生労働省大阪労働局長の中沖剛は長男、富山銀行頭取の中沖雄は次男。

## 著書
- 『新たな気流にのって』（ぎょうせい、1987年12月）
- 『水と緑といのち輝く富山－六期二四年間の軌跡』（チューエツ、2006年1月）